# Paloveere (Meremäe)
Paloveere – wieś w Estonii, w prowincji Võru, w gminie Meremäe.